# Bacteria apolinari
Bacteria apolinari är en insektsart som beskrevs av Morgan Hebard 1919. Bacteria apolinari ingår i släktet Bacteria och familjen Diapheromeridae. Inga underarter finns listade.